# Fuente del Pino
Fuente del Pino es una pedanía perteneciente al municipio de Jumilla, en la Región de Murcia (España). Se encuentra aproximadamente a unos 9 km al norte de Jumilla y a 81 km de la capital de la Región. Cuenta con una población de 127 habitantes (INE 2008) y se sitúa a una altitud de 640 metros.
La principal actividad económica, históricamente, ha sido la agricultura, pero ha ido perdiendo peso en los últimos años. Los principales cultivos de la zona son: la vid, el olivo y el almendro.
Son de interés la ermita de la Virgen del Rosario, un antiguo embalse de origen medieval y los bellos parajes junto a la huerta. Sus fiestas patronales son en mayo, además de organizar anualmente en septiembre unas jornadas de Estampas Rurales en las que se recrea la forma de vida rural de esta antigua aldea jumillana.